# Ann-Kristin Wallengren
Ann-Kristin Wallengren, folkbokförd Ann Kristin Wallengren, ogift Kristoffersson, född 7 december 1959 i Kristianstad, är en svensk professor i filmvetenskap vid Språk- och litteraturcentrum på Lunds universitet. Wallengren disputerade 1998 på ett verk om svensk stumfilms relation till den musik som spelades till filmföreställningarna, En afton på Röda kvarn: svensk stumfilm som musikdrama. I sin forskning har Wallengren fortsatt att fokusera på filmmusik, och även intresserat sig för svensk film och nationell identitet som sett i till exempel redaktörskapet av boken Solskenslandet: svensk film på 2000-talet , den egna boken Välkommen hem Mr Swanson. Svenska emigranter och svenskhet på film samt det större forskningsprojektet "Filmen och den svenska välfärdsstaten", finansierat av Riksbankens Jubileumsfond. Ann-Kristin Wallengren har även publicerat sig inom ämnet TV-forskning. År 1998 fick hon Jurgen Schildt-priset.
Hon är gift med Hans Wallengren, historiker vid Lunds universitet, och har två barn: Alma Wallengren, född 1990, och Olof Wallengren, född 1993.

## Utmärkelser, ledamotskap och priser
- Ledamot av Vetenskapssocieteten i Lund (LVSL, 2007)[7]